# Топпеніш (Вашингтон)
Топпеніш (англ. Toppenish) — місто (англ. city) в США, в окрузі Якіма штату Вашингтон. Населення — 8854 особи (2020).

## Географія
Топпеніш розташований за координатами 46°22′50″ пн. ш. 120°18′45″ зх. д. / 46.38056° пн. ш. 120.31250° зх. д. (46.380554, -120.312477).  За даними Бюро перепису населення США в 2010 році місто мало площу 5,42 км², уся площа — суходіл.

## Демографія
Згідно з переписом 2010 року, у місті мешкало 8949 осіб у 2237 домогосподарствах у складі 1900 родин. Густота населення становила 1653 особи/км².  Було 2334 помешкання (431/км²).
Расовий склад населення:
| - 33,8 % — білих - 8,0 % — корінних американців - 0,7 % — чорних або афроамериканців - 0,3 % — азіатів - 0,1 % — вихідців з тихоокеанських островів - 52,6 % — осіб інших рас |

До двох чи більше рас належало 4,5 %. Частка іспаномовних становила 82,6 % від усіх жителів.
За віковим діапазоном населення розподілялося таким чином: 37,5 % — особи молодші 18 років, 55,8 % — особи у віці 18—64 років, 6,7 % — особи у віці 65 років та старші. Медіана віку мешканця становила 24,3 року. На 100 осіб жіночої статі у місті припадало 105,5 чоловіків;  на 100 жінок у віці від 18 років та старших — 105,2 чоловіків також старших 18 років.
Середній дохід на одне домашнє господарство  становив 44 490 доларів США (медіана — 34 152), а середній дохід на одну сім'ю — 43 606 доларів (медіана — 33 325). Медіана доходів становила 31 405 доларів для чоловіків та 26 184 долари для жінок. За межею бідності перебувало 37,4 % осіб, у тому числі 47,1 % дітей у віці до 18 років та 16,0 % осіб у віці 65 років та старших.
Цивільне працевлаштоване населення становило 3290 осіб. Основні галузі зайнятості: сільське господарство, лісництво, риболовля — 33,8 %, освіта, охорона здоров'я та соціальна допомога — 12,9 %, виробництво — 11,4 %.